# أبو محمد القاسم السجلماسي
أبو محمد القاسم السجلماسي (ت. نحو 704 هـ / 1305 م) هو أديب ، من أهل سجلماسة.
هو أبو محمد القاسم بن محمد بن عبد العزيز الأنصاري السجلماسي. ولد ونشأ بسجلماسة، ورحل إلى فاس لطلب العلم ودرس في القرويين. صنف كتاب «المنزع البديع في تجنيس أساليب البديع» ، أنجزه سنة 704 هـ. وقد طبع الكتاب بتحقيق من علال الغازي (الرباط : مطبعة المعارف الجديدة، 1980 م).